# Пиява Гориця
Пиява Гориця (словен. Pijava Gorica) — поселення в общині Шкофліца, Осреднєсловенський регіон, Словенія. 
Висота над рівнем моря: 326,8 м.